# ترنس آنگویلا ایرویز
ترنس آنگویلا ایرویز (به انگلیسی: Trans Anguilla Airways) یک شرکت هواپیمایی است.

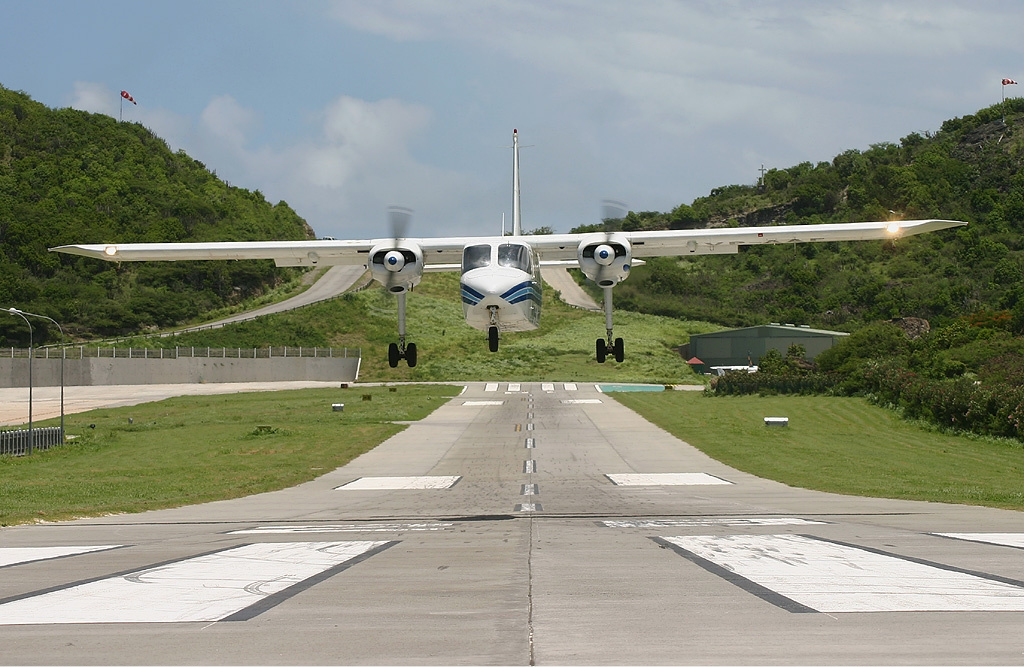

قطب این شرکت هواپیمایی در فرودگاه بین‌المللی کلیتن جی. لوید قرار دارد و به ۲۱ مقصد، پرواز مستقیم انجام می‌دهد.